# Das Konzert (2009)
Das Konzert (Originaltitel Le concert) ist ein französischer Film von Radu Mihăileanu aus dem Jahr 2009.

## Handlung
Andrej Filipow war einst weltberühmter Leiter des Orchesters des Bolschoi-Theaters. Seine Karriere wurde 1980 zerstört, als er sich weigerte, Juden aus seinem Orchester zu entfernen. Er ist in seinem ehemaligen Theater nur mehr als Putzmann angestellt.
Eines Tages nimmt er beim Reinigen des Chefschreibtisches in der Nacht aus Neugier ein eben eingelangtes Fax in die Hand, mit dem der Direktor des renommierten Théâtre du Châtelet, Olivier Morne Duplessis, das Bolschoi-Orchester kurzfristig, als Ersatz für ein ausgefallenes amerikanisches Orchester, zu einem Auftritt nach Paris einlädt. Filipow entschließt sich, unterstützt von seinem seinerzeitigen Cellisten Sascha Grossman, jetzt Krankenwagenfahrer, sein altes Orchester wieder zusammenzubringen und anstelle des heutigen Bolschoi-Orchesters aufzutreten. Mit einem alten Ambulanzwagen fahren die beiden durch Moskau und suchen die damals mit dem Dirigenten geschassten Musiker zusammen.
Als Solistin hat er sich von seinen Vertragspartnern Anne-Marie Jacquet gewünscht, deren CDs und Rezensionen er seit langem sammelt. Ihre Managerin und Vertraute, Guylène de La Rivière, sagt den Franzosen spontan ab, erwähnt aber im Telefonat Tschaikowski. Damit alarmiert sie Anne-Marie, die zu seiner Musik eine besondere Beziehung hat. Nach Ausflüchten gibt Guylène zu, mit wem sie telefoniert hat, und Anne-Marie entscheidet sofort, trotz Terminproblemen mit dem noch immer berühmten Andrej Filipow in Paris aufzutreten.
Guylène de La Rivière hat – was erst am Ende des Films aufgelöst wird – private Gründe für ihre Abneigung gegen das Projekt: Als französische Musikmanagerin, die zufällig in Moskau war, wurde ihr Anne-Marie übergeben, als sie sechs Monate alt war. Anne-Marie ist unwissentlich Tochter der jüdischen Violinsolistin Lea, die der KGB zusammen mit ihrem Mann nach Sibirien verbannt hat, wo beide nach einem Jahr starben. Das Kind übergaben sie kurz vor ihrer Verhaftung dem Orchesterkollegen Grossman. Guylène hat Anne-Marie – auf Bitten von Grossman – nach Frankreich mitgenommen und ihr nur erzählt, ihre Eltern, beide Akademiker, seien kurz nach ihrer Geburt gestorben. Anne-Marie, inzwischen 29, wäre froh, mehr über ihre Eltern zu erfahren, hat aber keine Anhaltspunkte.
Als Manager gewinnt Filipow Iwan Gawrilow, der damals persönlich im Auftrag Breschnews das Konzert abgebrochen hatte. Gawrilow hat allerdings Hintergedanken: Er will bei einer Veranstaltung der französischen KP eine Rede halten. Nach anfänglichen Schwierigkeiten, die Orchestermitglieder, deren Instrumente und Reisepapiere zu organisieren, fliegt das Orchester nach Paris, um auf Filipows Wunsch das Violinkonzert D-Dur op. 35 von Tschaikowski zu spielen: dasselbe Stück, bei dessen Aufführung vor 30 Jahren Gawrilow plötzlich auf der Bühne erschienen ist und Filipows Dirigentenstab vor allen Zuschauern zerbrochen hat. Seit dieser unvollendeten Aufführung, für die jahrelang geprobt wurde, sind Filipow und letztlich auch seine ehemaligen Orchestermusiker von diesem Stück besessen.
Die Orchestermitglieder sind undiszipliniert und fallen wie eine wilde Horde in das Hotel ein, das sich Gawrilow ausbedungen hat. Zum ersten Mal im Westen, durchstreifen sie die Stadt, handeln mit mitgebrachten Waren oder feiern, statt zu den vereinbarten Proben zu kommen. Einige haben kurzfristig Auftritte in Paris angenommen, um Geld zu verdienen. Das Abendessen von Filipow mit seiner Solistin endet abrupt, weil diese nicht billiger Ersatz für die damalige Solistin Lea sein will. Filipow sagt Anne-Marie nicht, dass sie Leas Tochter ist und ihr verblüffend ähnlich sieht. Auch der Einsatz des Cellisten Sascha Grossman, zwischen Dirigent und Solistin zu vermitteln, scheitert zunächst. Guylène bittet Anne-Marie jedoch aufgrund von Andeutungen Grossmans brieflich um Verzeihung dafür, ihr über ihre Vergangenheit nicht alles gesagt zu haben, bittet sie, doch beim Konzert zu spielen, und will flüchten. Anne-Marie entschließt sich deshalb, das Konzert dennoch zu spielen.
Der kurz vor Konzertbeginn zufällig ebenfalls eingetroffene Leiter des Bolschoi-Theaters wird von Iwan Gawrilow vor der Veranstaltung in einen Nebenraum des Konzerthauses eingesperrt und bewacht. Damit verzichtet Gawrilow auf seine Rede bei der gleichzeitig stattfindenden Veranstaltung der französischen KP, wegen der er sich eigentlich zu der Reise entschlossen hatte.
So beginnt das ausverkaufte Konzert unter schlechten Vorzeichen. Die Trompeter erscheinen erst, als der Dirigent den Taktstock hebt. Das unvorbereitete Orchester spielt in den ersten Takten wie ein Schulorchester. Doch nach dem Beginn der Solopassagen Anne-Maries laufen Dirigent und Musiker zur Höchstform auf. Anne-Marie Jacquet und Andrej Filipow gehen sensibel aufeinander ein. Selbst die Orchestermitglieder und Guylène, die das Konzert nun doch in der letzten Reihe mitverfolgt, sind gerührt. Das Publikum ist  begeistert und dankt mit Standing Ovations. Anne-Marie bricht in Tränen aus und wird von Andrej auf der Bühne umarmt.
In den Ablauf des Konzerts werden eingeblendet die Erzählung Filipows über die wahre Herkunft Anne-Maries und das Schicksal ihrer Eltern sowie verschiedenen Szenen aus der (tatsächlichen oder imaginierten) Zukunft: Filipow, seine Frau und Anne-Marie im Gespräch über die Vergangenheit, das Orchester Filipows auf Reisen sowie auf einer Weltkarte dargestellt die Reise des Orchesters durch verschiedene Weltstädte und Zeitungen, die begeistert über die Konzerte berichten.

## Auszeichnungen
César 2010
- Beste Filmmusik
- Bester Ton

Europäischer Filmpreis 2010
- Nominierung in der Kategorie Bestes Drehbuch

Golden Globe Awards 2011
- Nominierung in der Kategorie Bester fremdsprachiger Film

## Rezeption
„Eine bewegende Komödie mit viel jüdischem Humor. … Es geht um das Verhältnis des Einzelnen zur Gemeinschaft und das Konzert wirft ein Spiegelbild auf die heutige Gesellschaft, in der die maximale Freiheit des Individuums erreicht zu sein scheint und sich alle wieder nach Gemeinschaft sehnen. … Ein tiefsinniger Film über Menschlichkeit, Liebe und Verantwortung, in dem die Musik die alles verbindende Macht ist.“

„Gekonnt vermengt Radu Mihaileanu burleske Komödie und tiefgreifendes Charakterdrama zu einem kurzweiligen Kinoerlebnis. In ‚Das Konzert‘ treffen zeitgeschichtliche Kuriositäten auf formelle Raffinesse, umspielt die Musik die Erzählung und gerinnt die Erzählung schließlich wieder zur Musik. Auch wenn die Prämisse noch so haarsträubend sein mag, kann man sich der Faszination der ungewöhnlichen Reise spätestens im fulminanten Finale kaum mehr entziehen.“